# Julostylis polyandra
Julostylis polyandra Ravi & Anil Kumar es una especie de planta de la familia  Malvaceae.

## Hábitat
Es endémica de Kerala en India.

## Fuente
- World Conservation Monitoring Centre 1998.  Julostylis polyandra.   2006 IUCN List Roja de Especies Amenazadas; 19 jul 2007

- Datos: Q1390930